# Слейтер (тауншип, Миннесота)
Слейтер (англ. Slater) — тауншип в округе Касс, Миннесота, США. На 2000 год его население составило 249 человек.

## География
По данным Бюро переписи населения США площадь тауншипа составляет 95,0 км², из которых 87,8 км² занимает суша, а 7,3 км² — вода (7,63 %).

## Демография
По данным переписи населения 2000 года здесь находились 249 человек, 92 домохозяйства и 64 семьи. Плотность населения —  2,8 чел./км².  На территории тауншипа расположено 175 построек со средней плотностью 2,0 построек на один квадратный километр. Расовый состав населения: 91,16 % белых, 2,81 % коренных американцев, 0,80 % азиатов, 1,20 % — других рас США и 4,02 % приходится на две или более других рас. Испанцы или латиноамериканцы любой расы составляли 1,61 % от популяции тауншипа.
Из 92 домохозяйств в 22,8 % воспитывались дети до 18 лет, в 62,0 % проживали супружеские пары, в 6,5 % проживали незамужние женщины и в 30,4 % домохозяйств проживали несемейные люди. 26,1 % домохозяйств состояли из одного человека, при том 12,0 % из — одиноких пожилых людей старше 65 лет. Средний размер домохозяйства — 2,38, а семьи — 2,88 человека.
31,3 % населения — младше 18 лет, 6,0 % — в возрасте от 18 до 24 лет, 20,5 % — от 25 до 44, 27,7 % — от 45 до 64, и 14,5 % — старше 65 лет. Средний возраст — 41 год. На каждые 100 женщин приходилось 74,1 мужчин.  На каждые 100 женщин старше 18 приходилось 94,3 мужчин.
Средний годовой доход домохозяйства составлял 26 932 доллара, а средний годовой доход семьи —  30 625 долларов. Средний доход мужчин —  30 938  долларов, в то время как у женщин — 18 500. Доход на душу населения составил 13 941 доллар. За чертой бедности находились 13,3 % семей и 23,5 % всего населения тауншипа, из которых 29,6 % младше 18 и 7,3 % старше 65 лет.